# Arteria suprarenalis media
De arteria suprarenalis media of middenste bijnierslagader is een slagader die vertakt uit de aorta abdominalis. Er zijn twee arteriae suprarenales mediae, die beiderzijds ontspringen ter hoogte van de arteria mesenteria superior, maar aan de andere kant van de aorta. Tijdens de ontwikkeling van een foetus zijn deze bloedvaten relatief groot.

## Verloop
Na vertakking uit de aorta abdominalis lopen de arteriae suprarenales mediae naar de zijkant en licht omhoog, over de bogen van het middenrif. Ze lopen naar de bijnieren (glandulae suprarenales). Hier vormen ze een netwerk samen met de arteria suprarenalis superior (vertakking van de arteria phrenica inferior) en arteria suprarenalis inferior (vertakking van de arteria renalis).